# Liste der Stolpersteine in der Metropolitanstadt Florenz

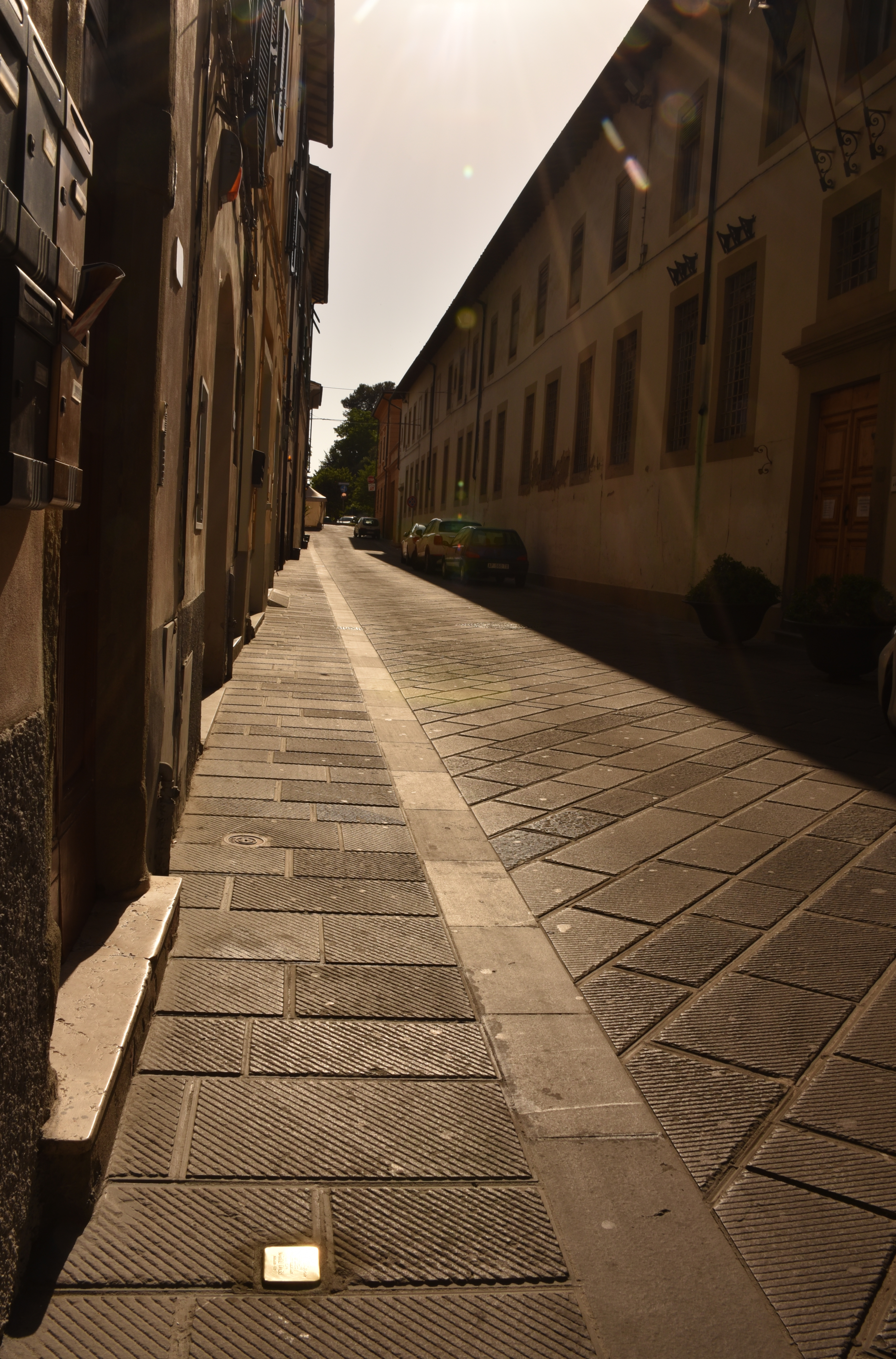
Stolperstein in Empoli

Die Liste der Stolpersteine in der Metropolitanstadt Florenz enthält die Stolpersteine in der Metropolitanstadt Florenz, der Hauptstadt der Toskana und deren Umland. Stolpersteine erinnern an das Schicksal der Menschen aus dieser Region, die von Nationalsozialisten ermordet, deportiert, vertrieben oder in den Suizid getrieben worden sind. Die Stolpersteine wurden von Gunter Demnig verlegt. Sie liegen im Regelfall vor dem letzten selbstgewählten Wohnort des Opfers. Ihre Bezeichnung lautet auf Italienisch: Pietre d’inciampo.
Die erste Verlegung in der Metropolitanstadt Florenz fand am 10. Januar 2018 in San Casciano in Val di Pesa statt.

## Listen
Die Tabellen sind teilweise sortierbar; die Grundsortierung erfolgt alphabetisch nach dem Familiennamen.

### Bagno a Ripoli
In Bagno a Ripoli wurden zwei Stolpersteine verlegt.
| Stolperstein | Übersetzung                                                                                                   | Verlegeort                          | Name, Leben                        |
| ------------ | --- | ----------------------------------- | ---------------------------------- |
|              | HIER WOHNTE VIRGINIA COEN PASSIGLI GEBOREN 1879 VERHAFTET 16.10.1943 DEPORTIERT AUSCHWITZ ERMORDET 23.10.1943 | Via San Michele a Tegolaia Grassina | Virginia Coen Passigli (1879–1943) |
|              | HIER WOHNTE GUIDO PASSIGLI GEBOREN 1875 VERHAFTET 16.10.1943 DEPORTIERT AUSCHWITZ ERMORDET 23.10.1943         | Via San Michele a Tegolaia Grassina | Guido Passigli (1875–1943)         |

### Capraia e Limite
In Capraia e Limite wurden zumindest zehn Stolpersteine verlegt.
| Stolperstein | Übersetzung | Verlegort                    | Name, Leben                    |
| ------------ | --- | ---------------------------- | ------------------------------ |
|              | IN DIESER GEMEINDE LEBTE UMBERTO AUGUDIO GEBOREN 1907 VERHAFTET 8.3.1944 DEPORTIERT MAUTHAUSEN ERMORDET 25.11.1944 SCHLOSS HARTHEIM | Piazza Dori Capraia e Limite | Umberto Augudio (1907–1944)    |
|              | IN DIESER GEMEINDE LEBTE OTELLO BINI GEBOREN 1909 VERHAFTET 8.3.1944 DEPORTIERT MAUTHAUSEN ERMORDET 4.4.1944 EBENSEE                | Piazza Dori Capraia e Limite | Otello Bini (1909–1944)        |
|              | IN DIESER GEMEINDE LEBTE CONRAD CORTI GEBOREN 1904 VERHAFTET 8.3.1944 DEPORTIERT MAUTHAUSEN ERMORDET 21.10.1944                     | Piazza Dori Capraia e Limite | Conrad Corti (1904–1944)       |
|              | IN DIESER GEMEINDE LEBTE VINCENZO FUCINI GEBOREN 1883 VERHAFTET 8.3.1944 DEPORTIERT MAUTHAUSEN ERMORDET 4.10.1944 SCHLOSS HARTHEIM  | Piazza Dori Capraia e Limite | Vincenzo Fucini (1883–1944)    |
|              | IN DIESER GEMEINDE LEBTE GENE LARINI GEBOREN 1887 VERHAFTET 8.3.1944 DEPORTIERT MAUTHAUSEN ERMORDET 24.4.1945                       | Piazza Dori Capraia e Limite | Gene Larini (1887–1945)        |
|              | IN DIESER GEMEINDE LEBTE GIUSEPPE LARINI GEBOREN 1923 VERHAFTET 8.3.1944 DEPORTIERT MAUTHAUSEN ERMORDET 3.4.1945 EBENSEE            | Piazza Dori Capraia e Limite | Giuseppe Larini (1923–1945)    |
|              | IN DIESER GEMEINDE LEBTE GIUSEPPE MARTELLI GEBOREN 1907 VERHAFTET 8.3.1944 DEPORTIERT MAUTHAUSEN ERMORDET 7.4.1945 EBENSEE          | Piazza Dori Capraia e Limite | Giuseppe Martelli (1907–1945)  |
|              | IN DIESER GEMEINDE LEBTE ANGIOLO MICHELUCCI GEBOREN 1889 VERHAFTET 8.3.1944 DEPORTIERT MAUTHAUSEN ERMORDET 5.3.1945 GUSEN           | Piazza Dori Capraia e Limite | Angiolo Michelucci (1889–1945) |
|              | IN DIESER GEMEINDE LEBTE GUIDO PALANDRI GEBOREN 1901 VERHAFTET 8.3.1944 DEPORTIERT MAUTHAUSEN ERMORDET 14.8.1944 GUSEN              | Piazza Dori Capraia e Limite | Guido Palandri (1901–1944)     |
|              | IN DIESER GEMEINDE LEBTE PRIAMO SALANI GEBOREN 1906 VERHAFTET 8.3.1944 DEPORTIERT MAUTHAUSEN ERMORDET 1.12.1944 BERLIN              | Piazza Dori Capraia e Limite | Priamo Salani (1906–1944)      |

### Cerreto Guidi
In Cerreto Guidi wurden neun Stolpersteine verlegt.
| Stolperstein | Übersetzung | Verlegort                                                   | Name, Leben                    |
| ------------ | --- | ----------------------------------------------------------- | ------------------------------ |
|              | HIER WOHNTE DUILIO CORDELLI GEBOREN 1886 VERHAFTET 8.3.1944 DEPORTIERT MAUTHAUSEN ERMORDET 8.4.1944 EBENSEE             | Via della Libertà, 4 Cerreto Guidi                          | Duilio Cordelli (1886–1944)    |
|              | IN BASSA LEBTE UGO FALCETTI GEBOREN 1915 VERHAFTET 8.3.1944 DEPORTIERT MAUTHAUSEN ERMORDET 23.11.1944 SCHLOSS HARTHEIM  | Via Giacomo Puccini, 1, Chiesa di Santa Maria Assunta Bassa | Ugo Falcetti (1915–1944)       |
|              | HIER WOHNTE GALLIANO LUCARELLI GEBOREN 1896 VERHAFTET 8.3.1944 DEPORTIERT MAUTHAUSEN ERMORDET 1.12.1944 EBENSEE         | Piazza Enrico Berlinguer Cerreto Guidi                      | Galliano Lucarelli (1896–1944) |
|              | IN BASSA LEBTE GUINIO MORELLI GEBOREN 1879 VERHAFTET 8.3.1944 DEPORTIERT MAUTHAUSEN ERMORDET 28.9.1944 SCHLOSS HARTHEIM | Via Ponti Medicei, 5 Bassa                                  | Giunio Morelli (1879–1944)     |
|              | HIER WOHNTE UGO TALINI GEBOREN 1899 VERHAFTET 8.3.1944 DEPORTIERT MAUTHAUSEN ERMORDET 24.4.1944 EBENSEE                 | Via dei Fossi, 64 Cerreto Guidi                             | Ugo Talini (1899–1944)         |
|              | IN CERRETO LEBTE FORTUNATO TERRENI GEBOREN 1913 VERHAFTET 8.3.1944 DEPORTIERT MAUTHAUSEN ERMORDET 6.4.1945 GUSEN        | Via Vittorio Veneto, 38 Cerreto Guidi                       | Fortunato Terreni (1913–1945)  |
|              | HIER WOHNTE DUILIO TOSINI GEBOREN 1888 VERHAFTET 8.3.1944 DEPORTIERT MAUTHAUSEN ERMORDET 21.5.1944 EBENSEE              | Via Vittorio Veneto, 38 Cerreto Guidi                       | Duilio Tosini (1888–1944)      |
|              | IN CERRETO LEBTE MARIO TROTTA GEBOREN 1910 VERHAFTET 8.3.1944 DEPORTIERT MAUTHAUSEN ERMORDET 29.5.1944 EBENSEE          | Via Vittorio Veneto, 38 Cerreto Guidi                       | Mario Trotta (1910–1944)       |
|              | IN CERRETO LEBTE CARLO VALLINI GEBOREN 1921 VERHAFTET 8.3.1944 DEPORTIERT MAUTHAUSEN ERMORDET 23.11.1944 EBENSEE        | Via Vittorio Veneto, 38 Cerreto Guidi                       | Carlo Vallini (1921–1944)      |

### Empoli
Der erste Stolperstein von Empoli, gewidmet Remo Burlon, wurde im Februar 2022 verlegt, sechs weitere Stolpersteine konnten bisher verifiziert werden. Insgesamt gab es in Empoli 47 Opfer, die letztlich alle einen Stolperstein bekommen sollen.
| Stolperstein | Übersetzung | Verlegeort                         | Name, Leben                      |
| ------------ | --- | ---------------------------------- | -------------------------------- |
|              | HIER WOHNTE GIUSEPPE BAGNOLI GEBOREN 1881 VERHAFTET 8.3.1944 DEPORTIERT MAUTHAUSEN ERMORDET 18.9.1944 SCHLOSS HARTHEIM | Via Livornese, 688 Empoli          | Giuseppe Bagnoli (1881–1944)     |
|              | HIER WOHNTE REMO BURLON GEBOREN 1910 VERHAFTET 8.3.1944 DEPORTIERT MAUTHAUSEN ERMORDET 25.4.1945 EBENSEE               | Via Chiara, 95 Empoli              | Remo Giovanni Burlon (1910–1945) |
|              | HIER WOHNTE GAETANO COMUNALE GEBOREN 1901 VERHAFTET 8.3.1944 DEPORTIERT MAUTHAUSEN ERMORDET 23.4.1945 LINZ             | Via Chiarugi, 42/110 Empoli        | Gaetano Comunale (1901–1945)     |
|              | HIER WOHNTE LUIGI GAMBASSI GEBOREN 1893 VERHAFTET 8.3.1944 DEPORTIERT MAUTHAUSEN ERMORDET 29.9.1944 SCHLOSS HARTHEIM   | Via Dainelli, 10 Empoli            | Luigi Gambassi (1893–1944)       |
|              | HIER WOHNTE MARIO LAZZERI GEBOREN 1895 VERHAFTET 8.3.1944 DEPORTIERT MAUTHAUSEN ERMORDET 18.4.1945 EBENSEE             | Via Arco d'Empoli vecchio 5 Empoli | Mario Lazzeri (1895–1945)        |
|              | HIER WOHNTE GIUSEPPE PELLEGRINI GEBOREN 1915 VERHAFTET 8.3.1944 DEPORTIERT MAUTHAUSEN ERMORDET 31.1.1945 EBENSEE       | Via Borghetto, 13/A Avane          | Giuseppe Pellegrini (1915–1945)  |
|              | HIER WOHNTE GIUSEPPE SOLDAINI GEBOREN 1886 VERHAFTET 8.3.1944 DEPORTIERT MAUTHAUSEN ERMORDET 14.4.1945 EBENSEE         | Via della Robbia, 6 Avane          | Giuseppe Soldaini (1886–1945)    |

### Figline e Incisa Valdarno
In Figline e Incisa Valdarno wurden drei Stolpersteine verlegt.
| Stolperstein | Übersetzung | Verlegeort                                | Name, Leben                               |
| ------------ | --- | ----------------------------------------- | ----------------------------------------- |
|              | HIER WOHNTE LEA GOLDFRUCHT MELAURI GEBOREN 1894 VERHAFTET 23.12.1943 DEPORTIERT 1944 AUSCHWITZ ERMORDET 24.12.1944      | Località Brollo Figline e Incisa Valdarno | Lea Goldfrucht Melauri (1894–1944)        |
|              | HIER WOHNTE PAOLO GOLDFRUCHT MELAURI GEBOREN 1903 VERHAFTET 23.12.1943 DEPORTIERT 1944 AUSCHWITZ ERMORDET 6.2.1944      | Località Brollo Figline e Incisa Valdarno | Paolo Goldfrucht Melauri (1903–1944)      |
|              | HIER WOHNTE MARGHERITA GOLDFRUCHT PRISTER GEBOREN 1881 VERHAFTET 23.12.1943 DEPORTIERT 1944 AUSCHWITZ ERMORDET 6.2.1944 | Località Brollo Figline e Incisa Valdarno | Margherita Goldfrucht Prister (1881–1944) |

### Fucecchio
In Fucecchio wurden sieben Stolpersteine vor dem Denkmal der Gefallenen verlegt.
| Stolperstein | Übersetzung | Verlegeort                                                     | Name, Leben                   |
| ------------ | --- | -------------------------------------------------------------- | ----------------------------- |
|              | IN FUCECCHIO LEBTE GIULIO BACCINI GEBOREN 1902 VERHAFTET 8.3.1944 DEPORTIERT MAUTHAUSEN ERMORDET 5.1.1945 GUSEN       | Piazza XX Settembre (vor dem Denkmal der Gefallenen) Fucecchio | Giulio Baccini (1902–1945)    |
|              | IN FUCECCHIO LEBTE GINO BRACCI GEBOREN 1901 VERHAFTET 8.3.1944 DEPORTIERT MAUTHAUSEN ERMORDET 16.4.1945               | Piazza XX Settembre (vor dem Denkmal der Gefallenen) Fucecchio | Gino Bracci (1901–1945)       |
|              | IN FUCECCHIO LEBTE ORESTE CECCARINI GEBOREN 1910 VERHAFTET 8.3.1944 DEPORTIERT MAUTHAUSEN ERMORDET 26.6.1944          | Piazza XX Settembre (vor dem Denkmal der Gefallenen) Fucecchio | Oreste Ceccarini (1910–1944)  |
|              | IN FUCECCHIO LEBTE BRUNO DI GADDO GEBOREN 1919 VERHAFTET 8.3.1944 DEPORTIERT MAUTHAUSEN ERMORDET EBENSEE              | Piazza XX Settembre (vor dem Denkmal der Gefallenen) Fucecchio | Bruno di Gaddo (1919–1944/45) |
|              | IN FUCECCHIO LEBTE PIERO FORNACIARI GEBOREN 1904 VERHAFTET 8.3.1944 DEPORTIERT MAUTHAUSEN ERMORDET 11.12.1944 EBENSEE | Piazza XX Settembre (vor dem Denkmal der Gefallenen) Fucecchio | Piero Fornaciari (1904–1944)  |
|              | IN FUCECCHIO LEBTE SIRIO SOSTEGNI GEBOREN 1925 VERHAFTET 8.3.1944 DEPORTIERT MAUTHAUSEN ERMORDET EBENSEE              | Piazza XX Settembre (vor dem Denkmal der Gefallenen) Fucecchio | Sirio Sostegni (1925–1944/45) |
|              | IN FUCECCHIO LEBTE GINO TOCCHINI GEBOREN 1901 VERHAFTET 8.3.1944 DEPORTIERT MAUTHAUSEN VERSTORBEN 17.5.1945 EBENSEE   | Piazza XX Settembre (vor dem Denkmal der Gefallenen) Fucecchio | Gino Tocchini (1901–1945)     |

### Montelupo Fiorentino
In Montelupo Fiorentino sollen 21 Stolpersteine verlegt worden sein.

### Pontassieve
In Pontassieve wurde ein Stolperstein verlegt.
| Stolperstein | Übersetzung                                                                             | Verlegeort                   | Name, Leben                 |
| ------------ | --------------------------------------------------------------------------------------- | ---------------------------- | --------------------------- |
|              | HIER WOHNTE ARCHIMEDE PIANI GEBOREN 1903 DEPORTIERT MAUTHAUSEN ERMORDET 27.4.1944 GUSEN | Via Mannelli, 25 Pontassieve | Archimede Piani (1903–1944) |

### San Casciano in Val di Pesa
In San Casciano in Val di Pesa wurden zwei Stolpersteine an einer Adresse verlegt.
| Stolperstein | Übersetzung                                                                                                 | Verlegeort                                     | Name, Leben |
| ------------ | --- | ---------------------------------------------- | --- |
|              | HIER WOHNTE GIACOMO MODIGLIANI GEBOREN 1891 VERHAFTET 17.10.1943 DEPORTIERT FOSSOLI ERMORDET 1944 AUSCHWITZ | Via Roma 32/34 · San Casciano in Val di Pesa · | Giacomo Modigliani, geboren am 3. September 1891 in Florenz, Elena Castelli, geboren am 28. August 1906 ebenfalls in Florenz, und Vittorio Modigliani, geboren am 19. Dezember 1935 in Florenz, waren eine italienische Familie jüdischer Herkunft, die vom NS-Regime im Rahmen der Shoah ausgerottet wurde. |
|              | HIER WOHNTE PAOLO STERNFELD GEBOREN 1888 VERHAFTET 17.10.1943 DEPORTIERT FOSSOLI ERMORDET 1944 AUSCHWITZ    | Via Roma 32/34 · San Casciano in Val di Pesa · | Paolo Sternfeld wurde am 8. Januar 1888 in Venedig geboren, als Sohn von Giacomo Sternfeld (1848–1921) und Giovanna Tedesco (1856–1938). Er hatte vier Brüder, Giorgio (1878–1939), Oscar (1880–1944), Giacomo Guido Dante Campostella (1881–1954), Enrico (1891–1918), und eine kleine Schwester, Paola, die jedoch bereits im Alter von zwei Jahren verstarb. Er heiratete Olga Castelli, die Schwester von Elena Castelli (siehe oben). Die Familie seiner Frau besaß Liegenschaften in San Casciano, obwohl sich ihr Hauptwohnsitz in Florenz befand. Vermutlich bereits 1942 übersiedelte das Ehepaar Sternfeld nach San Casciano, um sich in Sicherheit vor den Bombenangriffen auf Florenz zu bringen. Dort jedoch wurde Paolo Sternfeld am 17. Oktober 1943 wegen seiner jüdischen Abstammung von NS-Truppen verhaftet und in das Durchgangslager Fossoli verschleppt. Am 5. April 1944 wurde er mit dem Konvoi Nr. 9 von Fossoli in das Konzentrationslager Auschwitz deportiert, wo er am 10. des Monats ankam. Er hat die Shoah nicht überlebt. Das Schicksal seiner Ehefrau ist nicht bekannt. |

### Vinci
In Vinci wurden acht Stolpersteine verlegt, alle an der Piazza Leonardo da Vinci.
| Stolperstein | Übersetzung | Verlegeort                     | Name, Leben                       |
| ------------ | --- | ------------------------------ | --------------------------------- |
|              | IN VINCI LEBTE PIERO BASTIANI GEBOREN 1917 VERHAFTET 8.3.1944 DEPORTIERT MAUTHAUSEN ERMORDET 21.4.1945 GUSEN          | Piazza Leonardo da Vinci Vinci | Piero Bastiani (1917–1945)        |
|              | IN VINCI LEBTE BRUNO DOMENICHINI GEBOREN 1908 VERHAFTET 8.3.1944 DEPORTIERT MAUTHAUSEN ERMORDET 24.4.1945             | Piazza Leonardo da Vinci Vinci | Bruno Domenichini (1908–1945)     |
|              | IN VINCI LEBTE FRANCESCO DOMENICHINI GEBOREN 1900 VERHAFTET 8.3.1944 DEPORTIERT MAUTHAUSEN ERMORDET 21.3.1945 EBENSEE | Piazza Leonardo da Vinci Vinci | Francesco Domenichini (1900–1945) |
|              | IN VINCI LEBTE SPARTACO FEDI GEBOREN 1921 VERHAFTET 8.3.1944 DEPORTIERT MAUTHAUSEN ERMORDET 29.4.1945 EBENSEE         | Piazza Leonardo da Vinci Vinci | Spartaco Fedi (1921–1945)         |
|              | IN VINCI LEBTE RENZO GEMIGNANI GEBOREN 1923 VERHAFTET 8.3.1944 DEPORTIERT MAUTHAUSEN ERMORDET 28.5.1944 EBENSEE       | Piazza Leonardo da Vinci Vinci | Renzo Gemignani (1923–1944)       |
|              | IN VINCI LEBTE GINO GIACOMELLI GEBOREN 1900 VERHAFTET 8.3.1944 DEPORTIERT MAUTHAUSEN UMGEKOMMEM 15.5.1945 BAD ISCHL   | Piazza Leonardo da Vinci Vinci | Gino Giacomelli (1904–1945)       |
|              | IN VINCI LEBTE VINICIO LORENZINI GEBOREN 1921 VERHAFTET 8.3.1944 DEPORTIERT MAUTHAUSEN ERMORDET 23.5.1944 EBENSEE     | Piazza Leonardo da Vinci Vinci | Vinicio Lorenzini (1921–1944)     |
|              | IN VINCI LEBTE ANGIOLO MASI GEBOREN 1897 VERHAFTET 8.3.1944 DEPORTIERT MAUTHAUSEN ERMORDET 27.10.1944 EBENSEE         | Piazza Leonardo da Vinci Vinci | Angiolo Masi (1897–1944)          |

## Verlegedaten
- 10. Januar 2018: Via Roma 32/34, Val di Pesa (Giacomo Modigliani, Paolo Sternfeld)
- 9. Januar 2020: Piazza Donatello 15, Florenz (Clotilde Levi); Via del Gelsomino 29, Florenz (Rodolfo & Noemi Levi, Rina & Amelia Procaccia, Alda & Angelo Sinigaglia); Via Ghibellina 102, Florenz (David Genazzani); Via del Proconsolo 6, Florenz (Elena & Abramo Genazzani, Mario Melli Genazzani)
- 23. Januar 2020: Piazza d'Azeglio 12, Florenz (Giuseppe Siebzehner, Amalia Koretz); Via delle Cure 7, Florenz (Aldo & Giulio Levi, Adriana Castelli); Via Bovio 1 und 7, Florenz (Giorgio Levi delle Trezze, Xenia Haya Poliakov, Lucia Levi); Via Marsala 2, Florenz (Amelia, Augusto, Lucio & Sergio Gallico, Giulia Pacifici)
- 18. Januar 2022: Pontassieve

## Weblinks

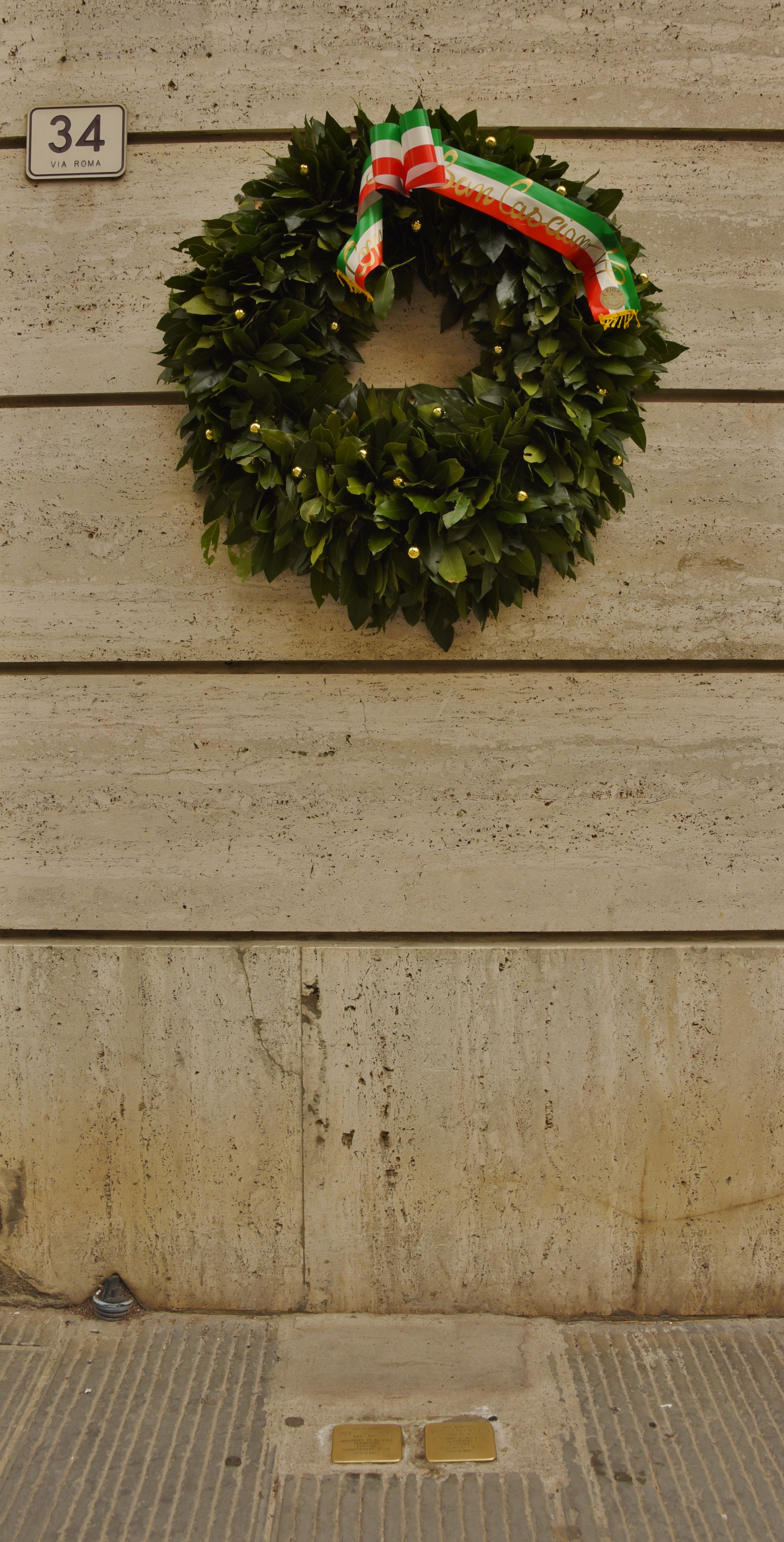
Stolpersteine in San Casciano in Val di Pesa